# Jane Bolin
Jane Matilda Bolin (Poughkeepsie, 11 de abril de 1908 – Nova Iorque, 8 de janeiro de 2007) foi a primeira mulher afro-americana a formar-se em Direito na Yale Law School, a primeira a juntar-se à Ordem dos Advogados da Cidade de Nova Iorque e ao Departamento Jurídico da Cidade de Nova Iorque. Ela também foi a primeira mulher negra a servir como juíza nos Estados Unidos quando foi juramentada no Tribunal de Relações Domésticas da cidade de Nova Iorque em 1939.

## Início de vida e educação
Jane Matilda Bolin nasceu em 11 de abril de 1908 em Poughkeepsie, no estado de Nova Iorque. Ela era a mais nova de quatro filhos. Seu pai, Gaius C. Bolin, era advogado e foi o primeiro negro a graduar-se no Williams College, e sua mãe, Matilda Ingram Emery, era uma imigrante das Ilhas Britânicas que faleceu quando Bolin tinha apenas oito anos de idade. O pai de Bolin exerceu a advocacia no Condado de Dutchess por cinquenta anos e foi o primeiro presidente negro da Ordem dos Advogados do Condado de Dutchess.
Após terminar o ensino médio em Poughkeepsie, Bolin foi impedida de de se matricular no Vassar College, pois este não aceitava alunos negros na época. Aos dezesseis anos de idade ela se matriculou no Wellesley College em Massachusetts, onde ela era uma das duas calouras negras. Tendo sido socialmente rejeitada pelos alunos brancos, ela e a outra estudante negra decidiram morar juntas fora do campus. Um consultor de carreira no Wellesley College tentou desencorajá-la de se inscrever na Yale Law School devido à sua cor e gênero. Ela formou-se em 1928 entre os vinte melhores alunos da sua classe e se matriculou na Yale Law School, onde era a única estudante negra e uma das únicas três mulheres. Ela se tornou a primeira mulher negra a formar-se em Direito em Yale em 1931, e foi aprovada no exame da Ordem dos Advogados do Estado de Nova Iorque em 1932.

## Carreira
Ela praticou a profissão com seu pai em Poughkeepsie por um curto período antes de aceitar um emprego no escritório do Conselho da Corporação da Cidade de Nova Iorque. Ela se casou com o advogado Ralph E. Mizelle em 1933, com quem exerceu a advocacia em Nova Iorque.  Mizelle viria a tornar-se um membro do gabinete do presidente Franklin D. Roosevelt antes de morrer em 1943. Posteriormente, Bolin se casou novamente com Walter P. Offutt, Jr., ministro que morreria em 1974. Bolin concorreu sem sucesso para a Assembleia do Estado de Nova Iorque pelo Partido Republicano em 1936. Apesar da derrota, garantir a candidatura republicana impulsionou a sua reputação na política de Nova Iorque.
Em 22 de julho de 1939, na Feira Mundial de Nova Iorque, o prefeito Fiorello La Guardia indicou Bolin, aos 31 anos de idade, à vaga de juíza do Tribunal de Relações Domésticas. Por vinte anos, ela foi a única juíza negra em todo o país. Ela permaneceu como juíza do tribunal – rebatizado de Vara de Família em 1962 – por 40 anos, com sua nomeação sendo renovada três vezes, até sua aposentadoria aos 70 anos Ela trabalhou para encorajar serviços infantis racialmente integrados, garantindo que os oficiais de liberdade condicional fossem designados independentemente de raça ou religião, e para que creches com financiamento público aceitassem crianças independentemente de sua origem étnica.
Bolin também era ativista pelos direitos das crianças e educação. Ela foi assessora jurídica do Conselho Nacional de Mulheres Negras. Ela também atuou nos conselhos da NAACP, da National Urban League e da Liga do Bem-Estar Infantil da América.

## Legado

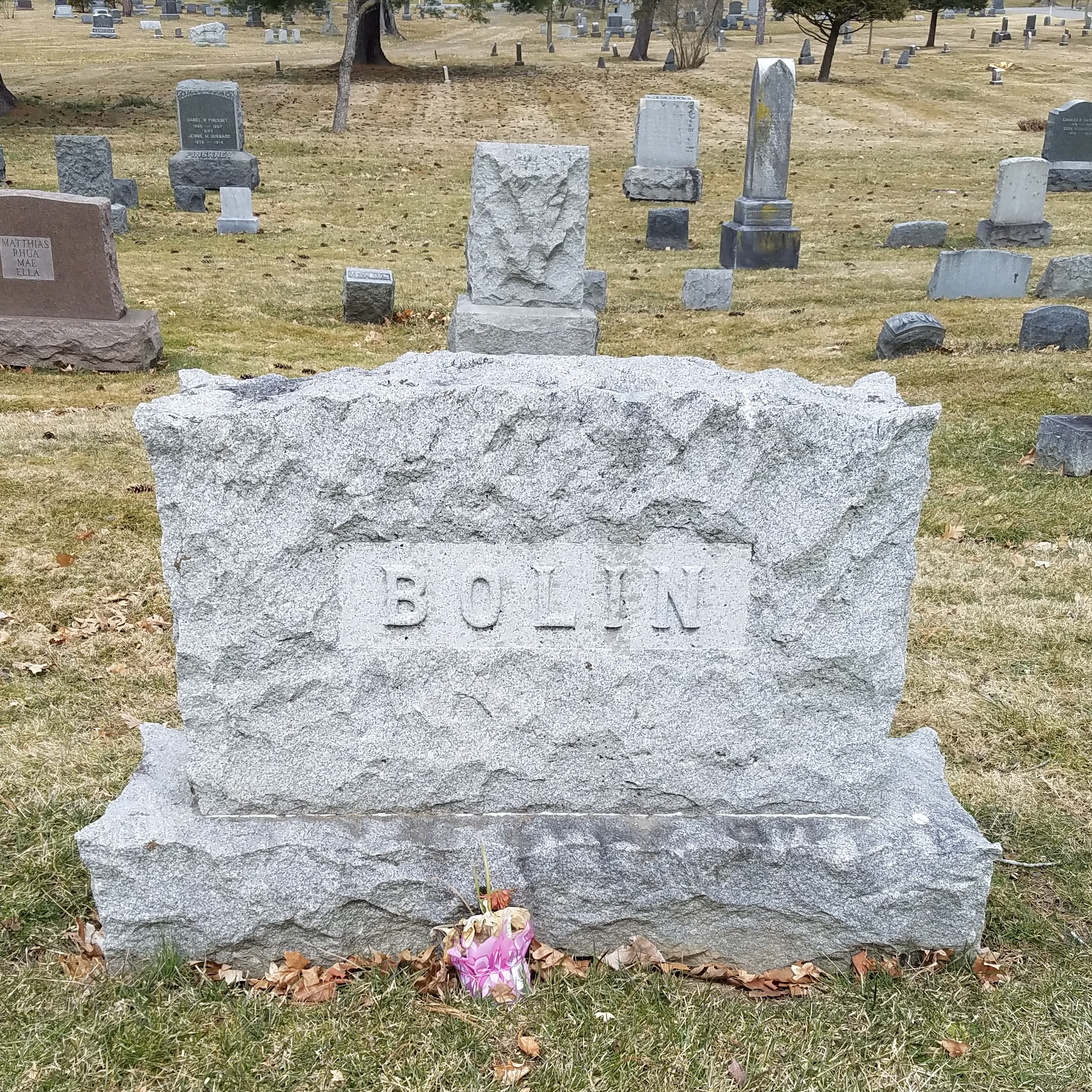
O espaço da família Bolin no Cemitério Rural de Poughkeepsie.

Após sua aposentadoria em 1979, Bolin trabalhou como instrutora de leitura voluntária em escolas públicas da cidade de Nova Iorque e serviu no Conselho de Regentes do Estado de Nova Iorque. Após uma vida de conquistas inovadoras, Jane Bolin morreu em 8 de janeiro de 2007 aos 98 anos em Long Island City, Queens, Nova Iorque.
Bolin e seu pai estão destacados em um mural no Tribunal do Condado de Dutchess em Poughkeepsie e o prédio da administração do distrito escolar da cidade de Poughkeepsie foi renomeado em sua homenagem. Durante a sua vida, juízas como Judith Kaye, primeira mulher a servir como juíza-chefe no estado de Nova Iorque, e Constance Baker Motley, primeira mulher afro-americana nomeada para o judiciário federal, citaram Bolin como fonte de inspiração para suas carreiras. Após a sua morte, Charles Rangel fez um discurso em homenagem a Bolin no plenário da Câmara dos Representantes dos EUA. Em 2017, Jeffrion L. Aubry apresentou um projeto de lei na Assembleia do Estado de Nova Iorque para renomear o túnel Queens–Midtown em homenagem a Jane Bolin. Ela foi enterrada no Cemitério Rural de Poughkeepsie.